# Nassarius albus
Ốc bùn trắng (Nassarius albus) là một loài ốc biển, là động vật thân mềm chân bụng sống ở biển thuộc họ Nassariidae.